# Renia subterminalis
Renia subterminalis là một loài bướm đêm thuộc họ Noctuidae. Loài này có ở Bắc Mỹ, bao gồm và possibly limited tới dãy núi Huachuca của Arizona.